# Двенадцать королевств
The Twelve Kingdoms (яп. 十二国記 дзю:ни кокуки, Juuni Kokki, «Хроники Двенадцати королевств») — цикл романов японской писательницы Фуюми Оно с иллюстрациями Акихиро Ямады. Первый роман цикла («Тень Луны, Море Тени») был опубликован в Японии в 1991 году, а последний — в 2019 году. Всего было опубликовано 9 романов, один сборник рассказов, включающий в себя пять рассказов и 2 рассказа вышедших отдельно.
45-серийная аниме-адаптация была выпущена в 2002 году компанией Studio Pierrot. Показ на канале TV Tokyo проходил с 9 апреля 2002 по 30 августа 2003 года.

## Сюжет
Двенадцать Королевств — параллельный мир, существующий на грани нашей реальности. В этом мире, причудливой смеси китайской мифологии, идей Конфуция и Лао-цзы, дети рождаются из плодов священных деревьев, в ночной тьме рыщут демоны-ёма, а власть правителя незыблема, ибо освящена небесами, причём в прямом смысле этого выражения — тот, на кого падёт выбор священного зверя кирина, обретает божественную власть и вечную жизнь. Боги, монстры, чародеи, зверолюди, зверодемоны — здесь привычная обыденность, а Воля Небес (равно как и Небесная Кара), очевидны и неотвратимы. В этом странном мире время от времени появляются пришельцы, не знающие языка и законов — кайкяку (пришедшие из моря) и санкяку (пришедшие с гор). Кайкяку называют свою родину Японией, а санкяку — Китаем. Одним из этих пришельцев поневоле пришлось стать Ёко Накадзиме, обычной (на первый взгляд) японской старшекласснице, одной из основных персонажей этой истории.

## Вселенная «Двенадцати королевств»

### Терминология
- Ёма (яп. 妖魔 ё:ма) — демонические существа, обладающие сверхъестественными способностями. Как правило, враги людей, если не связаны договором с кирином (см. Сирэй). Как и кирины, способны перемещаться между мирами.
- Кирин (яп. 麒麟) — священное животное, которому Волей Небес предназначено выбирать правителя для королевства, а затем служить ему. Может принимать человеческий облик, в облике животного напоминает белую лошадь с длинным рогом во лбу, чрезвычайно редко рождаются также чёрные кирины. Ненавидит запах крови и физически не способен на прямое насилие. Для самозащиты использует сирэй — демонов-ёма, с которыми кирин заключает договор о службе. Способны путешествовать между мирами. Не имеют собственных имён — его имя состоит из названия королевства, которое он представляет и, если кирин мужского пола, первого кандзи в самоназвании, 麒 (ки), если кирин женского пола — последнего кандзи, 麟 (рин). Немногие кирины имеющие собственные имена, изначально родились в Японии (см. Тайка). Киринов считают высокомерными существами, которые не склоняют колени ни перед кем, кроме своего правителя, но на самом деле сама их природа запрещает киринам склоняться перед кем-либо ещё. Термин позаимствован из японской мифологии и обозначает вымышленное животное, японского единорога.
- Кайкяку (яп. 海客) — букв. «гость из моря». Так называют людей, захваченных сёку в Японии и унесённых в Двенадцать Королевств. По словам Ракусюна, вместе с кайкяку и санкяку в Двенадцать Королевств пришли такие вещи как бумага, керамика, медицина, печатное дело и буддизм.
- Ранка (яп. 卵果) — плод священного дерева (рибоку или ябоку). Из этих плодов рождаются все живые существа в Двенадцати Королевствах, включая людей.
- Сайхо (яп. 宰輔) — официальный титул кирина, означающий буквально «первый советник».
- Сёку (яп. 蝕) — магическая буря, соединяющая мир Двенадцати Королевств и мир людей. Именно так в Двенадцать Королевств попадают пришельцы кайкяку и санкяку. Помимо «природных» сёку, такие бури могут вызывать также кирины, свободно путешествующие между мирами.
- Тайка (яп. 胎果) — человек, унесённый сёку в Хорай в то время, когда он ещё находился внутри ранка — плода священного дерева. Попав в Хорай, ранка попадает в тело женщины и рождается среди обычных людей. Если Тайка возвращается в Двенадцать Королевств, его внешность значительно изменяется, внешность человека, которая для Тайка является лишь «внешней оболочкой» исчезает и Тайка приобретает свой истинный облик. Тайка, упомянутые в романах о Двенадцати Королевствах — Ёко Накадзима (Сэкиси), Наотака Сабуро Комацу (Сёрю), Рокута (Энки), Канамэ Такасато (Тайки).
- Хандзю (яп. 半獣) — зверочеловек. По желанию может произвольно принимать как свою человеческую форму, так и животную. В животной форме обычно сохраняет дар речи, может быть значительно больше животного-прототипа и передвигается на задних лапах. В некоторых королевствах хандзю считаются неполноценными людьми и подвергаются различным формам дискриминации. Хандзю, упомянутые в романах о Двенадцати Королевствах — Ракусюн (человек-мышь), Кантай (человек-медведь).
- Хорай (яп. 蓬莱) — название Японии в Двенадцати Королевствах, неведомая земля, откуда появляются кайкяку. Иногда Хорай называют также Ва или Ямато (древние названия Японии).

### География

Стилизованная карта Двенадцати Королевств

Несмотря на название, мир Двенадцати Королевств состоит в общей сложности из тринадцати земель и представляет собой континент ромбовидной формы. В центре мира расположено Кокай (Жёлтое море) и Годзан — система из нескольких горных вершин, не принадлежащих ни одному королевству.
Кокай, несмотря на название, вовсе не является морем и представляет собой область лесов, болот, каменных пустошей и пустынь, в центре которой расположены пять горных вершин, именуемых Годзан (Пять Гор или Пятигорье). Эта местность (Пять Гор и Жёлтое море) практически не населена (за исключением окрестностей горы Хо), и, по сути, являются островом, окружённым со всех сторон четырьмя внутренними морями Двенадцати Королевств: Чёрное море (север), Синее море (восток), Красное море (юг), Белое море (запад). Восемь из двенадцати королевств граничат, по крайней мере, с одним из этих морей, являясь сторонами и углами ромба-континента. Оставшиеся четыре королевства не являются частью континента и представляют собой четыре изолированных острова в Кёкай (Море Пустоты), омывающего Двенадцать Королевств со всех сторон.
Согласно сюжету романа, где-то на востоке Моря Пустоты находится Хорай — неведомая земля, откуда приходят пришельцы-кайкяку.

## Персонажи
Ёко Накадзима (яп. 中嶋 陽子 Накадзима Ё:ко) — шестнадцатилетняя японская школьница, живущая самой обычной жизнью. Единственное, что, на первый взгляд, отличает её от сверстников — это редкие для японцев каштановые волосы, выгорающие на солнце до рыжеватого оттенка, и странные, необъяснимо повторяющиеся сны о чудовищных животных, преследующих её. Однажды в её школе появляется странный человек по имени Кэйки, который преклоняет колени перед Ёко, клянётся ей в верности и предлагает защиту. В этот же момент чудовищных размеров птица нападает на школу. Её целью явно является Ёко и той волей-неволей приходиться принять присягу Кэйки. Кэйки вручает Ёко богато украшенный меч и переносит её через Море Пустоты в мир Двенадцати Королевств, где она оказывается в королевстве Ко.
После прибытия и таинственного исчезновения защитника — Кэйки, Ёко оказывается одна в чужой и непонятной стране. Её внешность претерпевает странную метаморфозу — неузнаваемо меняются черты лица, цвет кожи и даже голос, глаза становятся зелёными, а волосы, прежде лишь рыжевато-каштановые, приобретают кровавый тёмно-красный оттенок. Кроме того, Ёко свободно понимает местный язык, хотя и осознаёт, что слышимые ею слова — не японские, а местные жители также свободно понимают её речь.
Странствуя в поисках Кэйки, единственного, кто может объяснить ей, для чего он перенёс её в этот мир, ей пришлось сражаться с монстрами ёма, пережить грубость и унижения со стороны жителей королевства Ко, без особого восторга относившихся к странной пришелице. Не единожды обманутая теми, кому по наивности доверилась, Ёко замыкается в себе, и лишь встреча со хандзю Ракусюном (получеловеком-полузверем) помогает ей научиться без излишней подозрительности относиться к окружающим. Ёко и Ракусюн вместе отправляются в королевство Эн, где Ёко наконец узнаёт, для чего она находится в мире Двенадцати Королевств. Ёко — избранная Небесами правительница королевства Кэй. Сначала неохотно, Ёко принимает на себя ответственность за свою новую страну и её жителей, пытается самостоятельно разобраться в мироустройстве Двенадцати Королевств, борется с коррумпированными государственными чиновниками, захватившими во время правления предшественников Ёко всю власть в королевстве.
Как правительница Кэй, Ёко получает тронное имя Сэкиси (яп. 赤子 красный ребёнок) из-за цвета своих волос и из-за того, что государственные чиновники относились к ней как к несмышлёному ребёнку. Опасаясь наделать ошибок и причинить кому-нибудь вред, Ёко сначала пыталась самоустраниться от реального правления, однако впоследствии, узнав о нуждах жителей королевства, Ёко становится настоящей правительницей, сумев повзрослеть самой и заставив чиновников уважать и бояться себя.
Сэйю: Ая Хисакава
Аодзару (яп. 蒼猿, Голубая обезьяна) — физическое проявление разумного духа, живущего в ножнах Суйгуто (яп. 水禺刀 Суйгу:то:, Меч Воды и Обезьяны). Этот меч является реликвией королевства Кэй и был создан одним из правителей прошлого из побеждённых им могущественных ёма — водяного демона и демона, существующего в облике обезьяны. Только истинный правитель Кэй может владеть мечом — извлекать его из ножен и использовать в качестве оружия. Магический драгоценный камень, висящий на ножнах, способен исцелять раны и возвращать силы владельцу.
Магический меч способен не только убивать демонов и разрубать любые преграды, но и показывать прошлое, будущее и места, находящиеся на большом расстоянии. Меч и ножны всегда должны быть вместе, уравновешивая силы друг друга, в противном случае они выходят из под контроля своего владельца. Когда Ёко теряет ножны, их дух, принявший облик странной зеленовато-голубой обезьяны, начинает её преследовать, отбирая своими насмешками волю к борьбе, то склоняя к самоубийству, то подговаривая убить единственного друга — Ракусюна, утверждая, что тот хочет предать её. В то же время меч показывает ей видения прошлого, которое она не хочет вспоминать, и настоящего, в котором оставшиеся дома родители подозревают её в побеге из дома, а одноклассники поливают грязью её имя, распространяя отвратительные сплетни. В конечном итоге, Ёко, поборов сомнения, убивает Аодзару и тот вновь превращается в ножны меча, уже лишённые какой-либо силы. После смерти Аодзару любой может извлечь меч из ножен, однако использовать его как оружие по-прежнему может только Ёко.
Сэйю: Кёсукэ Окано
Кэйки (яп. 景麒) — кирин и Сайхо королевства Кэй. Как и все кирины, Кэйки не терпит насилия и предпочитает искать мирное решение проблем. Внешне всегда выглядит спокойным и даже равнодушным, однако способен на понимание и сочувствие, что видно на примере его помощи кирину Тайки. Искренне предан своей правительнице Сэкиси (Ёко Накадзима).
До встречи с Ёко, Кэйки долгое время искал правителя для королевства Кэй, в итоге его выбор пал на женщину по имени Дзёкаку (яп. 舒覚), которая стала непосредственной предшественницей Ёко. Однако она оказалась плохой правительницей — Дзёкаку влюбилась в Кэйки и обезумев от любви и ревности, сначала изгнала всех женщин из своего дворца, а затем попыталась изгнать всех женщин за пределы королевства. В результате её действий, явно противоречащих Воле Небес, Кэйки заболел болезнью киринов — сицудо (яп. 失道, Потеря Пути). Узнав об этом, Дзёкаку сделала единственное, что могло спасти Кэйки — отказалась от трона и в результате этого погибла. После этого она стала известна под именем Ё-о (яп. 予王 Ё-о:, Бывшая правительница). Её правление продолжалось всего шесть лет. Вылечившись от сицудо, Кэйки сразу же отправился искать нового правителя для Кэй.
В конце концов он находит Ёко и почти насильно переносит её в мир Двенадцати Королевств. После прибытия Кэйки разлучается с Ёко, попав в плен к Корин — кирину королевства Ко. Околдованный Корин, он вынужден был находиться возле Дзёэй (яп. 舒栄), младшей сестры Дзёкаку, которая во время его отсутствия узурпировала трон Кэй. Скованный заклятьем, лишённый возможности говорить и принять человеческий облик, Кэйки вынужден был подчиняться Дзёэй, тем самым якобы подтверждая законность её правления Кэй. После того, как Ёко при помощи правителя королевства Эн свергает самозванку Дзёэй и освобождает Кэйки, тот становится одним из ближайших её советников, а также наместником провинции Эй (Кирин становится наместником той провинции, в которой расположен Императорский Дворец).
Сэйю: Такэхито Коясу
Ракусюн (яп. 楽俊) — хандзю. Его возраст 22 года, звериная форма — огромная (ростом почти достигающая плеча Ёко), мышь, передвигающаяся на задних лапах. Ракусюн утверждает, что гордится тем, что он хандзю и в своей звериной форме ему гораздо удобнее, кроме того, будучи мышью, ему не обязательно носить одежду. По этой причине Ёко далеко не сразу узнала, что Ракусюн, как и все остальные зверолюди, способен принять человеческую форму, превращаясь в довольно симпатичного молодого мужчину.
Первоначально Ёко с большим недоверием относится к нему, но со временем Ракусюн становится её первым другом в Двенадцати Королевствах. Благодаря его обществу, Ёко смогла получить начальные знания о географии, обычаях и политической обстановке мира, в котором она оказалась. Во время их совместного путешествия в королевство Эн, где Ракусюн надеялся продолжить своё образование, тот, основываясь на необычных обстоятельствах её появления в Двенадцати Королевствах, первым приходит к догадке, что Ёко — избранная Небом правительница королевства Кэй. Когда Ёко одолевает страх и сомнения в том, что она сможет стать хорошим правителем, Ракусюн находит для неё слова одобрения и говорит, что хочет увидеть, какое королевство она построит.
После того как Ёко принимает престол Кэй, Ракусюн остаётся в Эн и поступает в университет. Не принимая более участия в основных событиях, описанных в романах о Двенадцати Королевствах, Ракусюн, тем не менее, оказывает на них значительное влияние, в том числе его встреча с бывшей принцессой Сёкэй из королевства Хо и их совместное путешествие в значительной степени предопределили исход мятежа в Ва, одной из провинций королевства Кэй, а также дальнейшие судьбы Сёкэй и Ёко.
Сэйю: Кэнъити Судзумура
Сёрю (яп. 尚隆 Сё:рю:, так же известен под японским именем Наотака Сабуро Комацу (яп. 小松三郎尚隆 Комацу Сабуро: Наотака)) — правитель королевства Эн. Изначально был главой клана Комацу в феодальной Японии. После того как его клан был уничтожен в междоусобной войне, его нашёл кирин Энки и предложил стать правителем одного из Двенадцати Королевств — Королевства Эн. Как правитель он стал известен под тронным именем Сёрю (китайское чтение кандзи в имени Наотака). Эн находилось в ужасающем состоянии, однако после пятисот лет правления Сёрю пришло к высокой степени стабильности и процветания. Несмотря на «преклонный» возраст, выглядит как тридцатилетний мужчина, по-прежнему склонен к авантюрам, а также к посещению борделей. Любит грубые шутки, а также давать своим подчинённым (в том числе советникам и министрам) различные насмешливые прозвища.
При первой встрече с Ёко и Ракусюном представляется им как Фукан (яп. 風漢 Фу:кан), скрыв, что является правителем Эн. Позднее, предложив Ёко, как правительнице Кэй свою помощь и защиту, Сёрию предоставляет ей свою армию, для того, чтобы спасти пленённого Кэйки и освободить королевство от армии самозванки Дзёэй.
Сэйю: Масаки Айдзава
Энки (яп. 延麒, также известен как Рокута (яп. 六太)) — кирин и Сайхо королевства Эн. Родился во время гражданской войны в Японии, был брошен своими родителями, после чего, его, уже умирающего от голода нашёл нёкай (ёма-телохранитель кирина). В отличие от других киринов, выглядит как десятилетний мальчик. Он и Сёрю, правитель Эн, поддерживают непринуждённые, дружеские отношения.
Из-за событий своего прошлого Энки испытывает сильное отвращение к любым правителям, считая, что они не несут людям ничего, кроме бед и страданий. Из-за этого Энки сначала не хотел выбирать нового правителя для Эн. Вернувшись в Японию, Энки встречает Наотаку Комацу, молодого предводителя клана морских пиратов. Не желая того, но не в силах противиться Воле Небес, Энки приносит ему клятву верности и переносит в мир Двенадцати Королевств. Наотака Комацу восходит на трон королевства Эн под именем Сёрю. Постепенно их доверие друг к другу укрепляется, особенно после того, как Сёрю был вынужден подавить мятеж одного из провинциальных наместников.
Когда правитель Эн приходит на помощь Ёко Накадзиме, чтобы спасти кирина Кэйки и освободить королевство Кэй от правительницы-самозванки, Энки и Ракусюн путешествуют по провинциям Кэй, чтобы убедить наместников не оказывать поддержки армии Дзёэй. Время от времени посещая Японию, Энки также занимается поисками кирина из королевства Тай, странным образом исчезнувшего.
Сэйю: Каппэй Ямагути
Принцесса Сёкэй (яп. 祥瓊 Сё:кэй) — дочь правителя королевства Хо. Когда будущий правитель Хо был избран кирином, Сёкэй было всего 13 лет и все 30 лет его правления она жила во дворце в облике тринадцатилетней девочки, практически не покидая его стен. Отец Сёкэй был одержим идеей создать идеальное государство, где люди счастливы, честны и трудолюбивы — с этой целью он ужесточал законы и вводил смертную казнь за самые ничтожные провинности, за время его правления были казнены 600 тысяч человек. Когда поднялся мятеж, правитель, его жена и кирин королевства Хо были убиты, вождь мятежников, Гэккэй сохранил жизнь только Сёкэй — её лишили статуса бессмертной и отправили в райк — деревенский приют для сирот и стариков, где бывшая принцесса провела три долгих года, работая за кусок хлеба.
Именно там она услышала о Сэкиси — новой правительнице королевства Кэй. Поражённая новостью, что правительницей стала её ровесница (на тот момент бывшей бессмертной принцессе исполнилось шестнадцать лет), Сёкэй преисполнилась зависти пополам с ненавистью к девушке, которую никогда не видела. Когда её инкогнито было раскрыто (Гэккэй поместил её в райк под другим именем, опасаясь, что жители деревни расправятся с дочерью ненавистного правителя), Сёкэй покидает королевство Хо. Странствуя по миру, она направляется в Кэй — ей приходит в голову безумный план втереться в доверие к молодой правительнице и «украсть всё, что она украла у меня», считая, что Сэкиси без труда получила то, что по праву принадлежало Сёкэй как принцессе. Но встреча с Ракусюном и путешествие по поражённому упадком королевству Рю, открывает Сёкэй глаза на саму себя — избалованную девчонку, которая прожила тридцать лет, купаясь в роскоши дворца, нимало не интересуясь, что происходит за его стенами, в то время как её отец истреблял собственный народ тысячами и десятками тысяч.
Оказавшись в Кэй, Сёкэй волей случая присоединяется к мятежу против жестокого наместника провинции Ва, безжалостно грабящего народ. Именно там она близко сходится с кайкяку по имени Судзу и Ёси, девушкой со странными красными волосами. Лишь позднее она с изумлением узнаёт, что Ёси не кто иная, как Ёко Накадзима, известная также как Сэкиси, правительница Кэй. Так бывшая принцесса королевства Хо становится одной из соратников правительницы Кэй и поступает к ней на службу.
Сэйю: Хоко Кувасима
Судзу Оки (яп. 大木 鈴 О:ки Судзу) — кайкяку. Судзу родилась в Японии периода Реставрации Мэйдзи, в бедной крестьянской семье. Родители продали её, чтобы оплатить долги, но стать собственностью какого-нибудь богача или попасть в публичный дом Судзу было не суждено — по пути в город она упала со скалы в море, была захвачена сёку и унесена в мир Двенадцати Королевств. Не зная языка, Судзу долгое время путешествовала с труппой странствующих артистов, пока не встретила бессмертную сэннин по имени Риё (яп. 梨耀), первого человека в этом мире, который понимал японский язык.
Риё соглашается принять Судзу на службу и предоставляет ей статус сэннин — теперь Судзу может понимать и говорить на языке Двенадцати Королевств, а также жить вечно, не старея. Однако счастье оказалось недолгим — новая госпожа Судзу оказалась жестокой сумасбродкой, а работа — чередой изматывающих и унизительных обязанностей. У девушки не хватало сил уйти от Риё, которая полностью подавила её волю, угрожая лишить бессмертия и возможности говорить с кем-либо. В таком полурабском положении Судзу провела более ста лет.
Однажды до Судзу доходят слухи о том, что новой правительницей Кэй стала молодая девушка, такая же кайкяку, как она. После очередного безумного задания от Риё, в результате которого Судзу едва не гибнет, девушка бежит из её дворца и находит приют у правительницы королевства Сай. В конце концов, Судзу решает отправиться в Кэй, надеясь найти в лице правительницы Сэкиси понимание и дружбу. Однако в Кэй происходит ужасное — Сёко, один из высших правительственных чиновников провинции Ва, потехи ради убивает попутчика Судзу, слепого мальчика по имени Сэйтю. Потрясённая безнаказанным преступлением, Судзу присоединяется к группе мятежников, которые намереваются поднять восстание в провинции, чтобы прекратить злодеяния жестокого чиновника. Судзу даже собирается убить правительницу Сэкиси, которая, по её мнению, ничего не сделала, чтобы остановить убийцу, но не застаёт её в столице. Среди мятежников она знакомится с двумя девушками — Ёси и Сёкэй, которые становятся её близкими подругами. После начала мятежа и появления в Ва личной гвардии правительницы, Судзу узнаёт, что одна из её подруг — бывшая принцесса Хо, а другая — правительница Кэй, Сэкиси, также известная как кайкяку Ёко Накадзима, а та — что её новая подруга и соратница по борьбе, оказалась бессмертной сэннин и пришелицей из одной предшествующих эпох Японии. Судзу становится одной из помощниц Ёко и получает должность в её дворце.
Сэйю: Наоми Вакабаяси
Юка Сугимото (яп. 杉本 優香 Сугимото Ю:ка) — одноклассница Ёко в японской школе, перенесённая вместе с Ёко и Икуя Асано в мир Двенадцати Королевств. В школе Юка подвергалась насмешкам одноклассников за пристрастие к литературе в жанре «фэнтези» и попав в место, напоминающее сказочные миры из книг, начинает воспринимать происходящее в рамках шаблонного литературного сюжета об Обычном Японском Школьнике, попавшего в мир «меча и магии» и являющегося «избранным» для некой цели.
Однако вскоре Юку ожидает жестокое разочарование. Её одноклассница Ёко неожиданно кардинальным образом меняет внешность, свободно понимает местный язык и виртуозно владеет мечом, который только она может извлекать из ножен. Таким образом, Юка осознаёт, что «избранной» является Ёко Накадзима, а она — в лучшем случае, лишь «спутник главного героя». Правитель Ко использует разочарование и гнев Юки для того, чтобы натравить её на Ёко. Позднее Юка, сосланная правителем в отдалённую деревню, понимает, что была обманута. Девушка всё же принимает сторону своей одноклассницы и помогает ей спасти околдованного Кэйки. Ёко, с помощью Кэйки, возвращает её обратно в Японию, где Юка встречается с отцом и матерью Ёко и рассказывает им, что их дочь унесло в открытое море во время шторма.
Юка Сугимото — один из персонажей, введённых в основное действие сценаристами аниме-сериала. В романе «Тень Луны, Море Теней» Юка упоминается лишь как одна из одноклассниц Ёко.
Икуя Асано (яп. 浅野 郁也 Асано Икуя) — одноклассник и друг детства Ёко Накадзимы, также являющийся объектом её первой, подростковой влюблённости. Вместе с Ёко попадает в мир Двенадцати Королевств. Во время схватки Ёко и Юки Сугимото, подосланной правителем Ко, чтобы убить Ёко, падает с обрыва в реку и надолго исчезает из повествования. В истории «Тысяча Миль Ветра, Заря на Небе» выясняется, что Асано выжил после падения в реку и, прибившись к труппе странствующих актёров, используя свои познания в математике, стал их казначеем. Долгое пребывание в непонятном мире, среди людей с непонятной речью, отрицательным образом сказались на его рассудке. В лавке, торгующей всяким хламом, среди вещей выброшенных морем, он находит предмет, о назначении которого торговец не имел представления — ржавый револьвер с патронами в барабане и приводит его в порядок.
Путешествуя вместе с труппой, он встречает Судзу Оки и узнаёт от неё, что в королевстве Кэй новая правительница — Ёко Накадзима. Вместе с Судзу и её спутником, Сэйтю, Асано отправляется в Кэй, но после гибели Сэйтю в провинции Ва они теряют друг друга. Вновь оставшись один, Асано всё больше теряет рассудок, не понимая, что происходит, и самое главное — для чего он оказался в Двенадцати Королевствах, почему был оторван от дома и страдает от одиночества и лишений. Сёко, один из высших чиновников провинции, пытается использовать полусумасшедшего кайкяку и его странное оружие в своих целях. Наконец, вновь встретив Ёко и рассказав ей о своих приключениях, он оказывается среди мятежников, воспринимая это как последний шанс обрести смысл существования. В одном из эпизодов, Асано вызывается на роль гонца, чтобы привести помощь в осаждённый город, однако сталкивается с солдатами наместника провинции, и, смертельно раненый, умирает на руках принцессы Сёкэй. У его ложа Ёко Накадзима с ужасом понимает, что уже видела эту сцену, отражённую в клинке магического меча Суйгуто, но выражение лица Асано, которое она приняла за безмятежность, было покоем смерти. На его могилу она кладёт револьвер, так и не сыгравший в этой истории никакой существенной роли.
Икуя Асано — один из персонажей, введённых в основное действие сценаристами аниме-сериала. В романе отсутствует, хотя бы потому, что Ёко посещает школу с раздельным обучением, только для девочек.
Сэйю: Юдзи Уэда

## Опубликованные тома лайт-новел
В цикл «Хроники Двенадцати Королевств» входят шесть романов и один сборник небольших рассказов:
| Русское название                                  | Японское (английское) название                                                                                   | Дата публикации  | ISBN                   |
| ------------------------------------------------- | --- | ---------------- | ---------------------- |
| Тень Луны, Море Тени (книга первая)               | 月の影 影の海（上）, Tsuki no Kage, Kage no Umi (Shadow of the Moon, The Sea of Shadow (book 1))                 | июнь 1992 г.     | ISBN 978-4-06-255071-0 |
| Тень Луны, Море Тени (книга вторая)               | 月の影 影の海（下）,Tsuki no Kage, Kage no Umi (Shadow of the Moon, The Sea of Shadow (book 2))                  | июль 1992 г.     | ISBN 978-4-06-255072-7 |
| Море Ветра, Берег-лабиринт (книга первая)         | 風の海 迷宮の岸（上）, Kaze no Umi, Meikyū no Kishi (Sea of Wind, Shore of the Labyrinth (book 1))               | март 1993 г.     | ISBN 978-4-06-255114-4 |
| Море Ветра, Берег-лабиринт (книга вторая)         | 風の海 迷宮の岸（下）, Kaze no Umi, Meikyū no Kishi (Sea of Wind, Shore of the Labyrinth (book 2))               | апрель 1993 г.   | ISBN 978-4-06-255120-5 |
| Морской Бог на Востоке, Безбрежное Море на Западе | 東の海神 西の滄海, Higashi no Watatsumi, Nishi no Sōkai (Sea God in the East, Vast Sea in the West)              | июнь 1994 г.     | ISBN 978-4-06-255168-7 |
| Тысяча Миль Ветра, Заря на Небе (книга первая)    | 風の万里 黎明の空（上）, Kaze no Banri, Reimei no Sora (A Thousand Leagues of Wind, The Sky at Dawn (book 1))    | июль 1994 г.     | ISBN 978-4-06-255175-5 |
| Тысяча Миль Ветра, Заря на Небе (книга вторая)    | 風の万里 黎明の空（下）, Kaze no Banri, Reimei no Sora (A Thousand Leagues of Wind, The Sky at Dawn (book 2))    | сентябрь 1994 г. | ISBN 978-4-06-255178-6 |
| Поднятые Крылья                                   | 図南の翼, Tonan no Tsubasa (The Aspired Wings)                                                                   | февраль 1996 г.  | ISBN 978-4-06-255229-5 |
| Берег в Сумерках, Небо на Рассвете (книга первая) | 黄昏の岸 暁の天（上）, Tasogare no Kishi, Akatsuki no Sora (The Shore in Twilight, The Sky at Daybreak (book 1)) | май 2001 г.      | ISBN 978-4-06-255546-3 |
| Берег в Сумерках, Небо на Рассвете (книга вторая) | 黄昏の岸 暁の天（下）, Tasogare no Kishi, Akatsuki no Sora (The Shore in Twilight, The Sky at Daybreak (book 2)) | май 2001 г.      | ISBN 978-4-06-255550-0 |
| Сон о Рае                                         | 華胥の幽夢, Kasho no Yume (Dream of Paradise)                                                                    | сентябрь 2001 г. | ISBN 978-4-06-255573-9 |

## Аниме-адаптация
Анимационный сериал, выпущенный в 2002 году, уже после публикации последней книги серии, в целом следует содержанию романов. Тем не менее, авторами сериала было внесено несколько существенных изменений в сюжет — для поддержания целостности картины, Ёко Накадзима, являющаяся главной героиней лишь двух из семи книг, была сделана центральным персонажем. Она появляется даже в тех историях, которые произошли до её появления в Двенадцати Королевствах, в качестве слушателя описываемых событий. Кроме того, для более полного раскрытия внутреннего мира основного персонажа, были введены два новых: Юка Сугимото, лишь упомянутая в первом романе как одна из одноклассниц Ёко, и Икуя Асано, также одноклассник и друг детства Ёко (в романе отсутствует).

### Список серий аниме
- «Tsuki no Kage, Kage no Umi» (Тень Луны, Море Тени) — эпизоды 1—14 (финал и эпизод-коллаж «Интерлюдия»).
- «Kaze no Umi, Meikyuu no Kishi» (Море Ветра, Берег-лабиринт) — эпизоды 15—21 (финал и эпизод-коллаж «Интерлюдия»).
- «Shokan» (Послание) — эпизод 22.
- «Kaze no Banri, Reimei no Sora» (Путь по ветру, Небо на рассвете) — эпизоды 23—39 (финал и эпизод-коллаж «Интерлюдия»).
  - Episode 39.5 — Drama 3 — Beasts on Land (Специальный эпизод 39.5 — Земля зверей / Зверолюди).
- «Jougetsu» (В лунном свете) — эпизод 40.
- «Higashi no Wadatsumi, Nishi no Soukai» (Бог Моря на востоке, Океан на западе) — эпизоды 41—45 (финал и эпизод-коллаж «Интерлюдия»).

### Музыкальное сопровождение
Открывающая тема
- «Juuni Genmukyoku»
- Композитор и аранжировщик: Рё Кунихико

Закрывающая тема
- «Getsumei Fuuei» (Обманчивая тень Луны)'[1]
- Композитор и аранжировщик: Кира Томохико
- Лирика: Кэйко Китагава
- Вокал: Мика Арисака